# Genus idiomaticum
Genus idiomaticum ist ein Begriff, den die altprotestantische Dogmatik in der Christologie verwendete. Zur Beantwortung der Frage: Wie kann Jesus Christus zugleich Gott und Mensch sein? nahm sie die schon altkirchliche Lehre der communicatio idiomatum auf: Jesus Christus besitzt als Mensch die Eigenschaften seiner göttlichen Natur und als Gott die Eigenschaften seiner menschlichen Natur. 